# Amerikanische Kleine Maräne

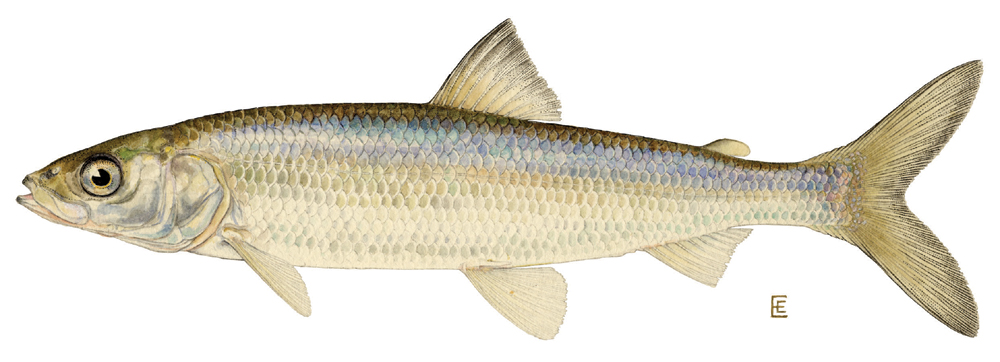
Amerikanische Kleine Maräne

Die Amerikanische Kleine Maräne (Coregonus artedi) ist ein Süßwasserfisch aus der Unterfamilie Coregoninae. Die Art wird in ihrem Verbreitungsgebiet englisch oft als Cisco bezeichnet.

## Merkmale
Die Amerikanische Kleine Maräne weist, wie auch die meisten anderen Maränen, eine heringsartige Gestalt sowie auch eine Fettflosse auf. Sie verfügt des Weiteren über eine Vielzahl silbriger Rundschuppen und erreicht eine Länge von maximal 57 Zentimetern, wird für gewöhnlich aber nicht länger als 29,3 Zentimeter. Das höchste bei dieser Art je festgestellte Gewicht betrug 3,4 Kilogramm.

## Verbreitung
Die Amerikanische Kleine Maräne ist ein anadromer Wanderfisch und in Kanada und dem Norden der Vereinigten Staaten vom Sankt-Lorenz-Strom bis zu den Großen Seen und von der Arktis bis in das obere Flusstal des Mississippi weit verbreitet.

## Lebensweise
Die Amerikanische Kleine Maräne lebt pelagisch und hält sich vorzugsweise in Seen und großen Flüssen oder in Küstennähe auf, auch Tauchtiefen von über 50 m sind keine Seltenheit. Er ernährt sich von Plankton und größeren Krebstieren. Bei einer Länge von 171 mm wird er üblicherweise geschlechtsreif. Außerdem bevorzugt er eine Temperatur von nicht über 26 °C.

## Gefährdung
In der Roten Liste der IUCN ist der Cisco als ungefährdet („Lower Risk: least concern“) aufgeführt.

## Nutzung
Die Amerikanische Kleine Maräne wird sowohl als Sportfisch als auch als kommerziell genutzter Speisefisch gern verwendet, denn sie ist wohlschmeckend und kann sowohl frisch, geräuchert als auch gefroren verwendet werden. Sie wird auch gedünstet, geröstet, gekocht, im Ofen gebacken oder in der Mikrowelle erhitzt.